# Turbinenanzapfung
Eine Turbinenanzapfung ist die Entnahme eines Teiles des Arbeitsfluids aus einer Turbinenstufe, deren Druck oberhalb des Austrittsdruckes liegt. Sie dient der Auskopplung von Wärme, wobei deren gewünschte Temperatur den Ort der Anzapfung bestimmt. Bei Dampfturbinen in Kraftwerken sind mehrere Entnahmen aus verschiedenen Druckstufen die Regel. Mit dem entnommenen Dampf wird das Speisewasser vorgewärmt (siehe Dampfkraftwerk). Die Maßnahme dient der Verbesserung des Wirkungsgrades. Darüber hinaus können größere Anzapfungen auch zur Auskopplung von Prozess-Wärme in industriellen Anlagen oder von Wärme zum Beheizen von Gebäuden (siehe Fernwärme, Heizkraftwerk) vorgesehen werden. Für jede Entnahme muss mindestens ein Entnahmestutzen am Gehäuse der Turbine vorhanden sein.